# Парламентские выборы в Чехии (2010)
Парламентские выборы в Чехии 2010 года прошли 28 и 29 мая. По пропорциональной избирательной системе было избрано 200 депутатов Палаты депутатов парламента Чехии. В выборах приняли участие 27 партий.

## До выборов
Согласно данным предвыборных опросов, после выборов сложившаяся в Чехии система с двумя ведущими партиями — ЧСДП и ГДП — может быть нарушена из-за появления в правоцентристском и левоцентристском лагерях ряда новых влиятельных партий, однако на наибольшее количество депутатов в новом составе парламента может рассчитывать Чешская социал-демократическая партия.
На грани пятипроцентного барьера находится поддержка традиционного союзника гражданских демократов, ХДС — ЧНП; в парламент с высокой долей вероятности не пройдёт Партия зелёных. В то же время, в парламент может войти левоцентристская Партия прав граждан ЗЕМАНОВЦЫ; ещё две партии могут рассчитывать на уверенное преодоление пятипроцентного барьера — разделяющая идеи прямой демократии либеральная партия «Общественные дела» и консервативная проевропейская партия Традиция. Ответственность. Процветание. 09 (ТОП 09). Значительной поддержкой пользуется и Коммунистическая партия Чехии и Моравии.

### Данные предвыборных опросов
| Партия | Партия                                  | 31.03 — 06.04 | 05.04 — 12.04 | 07.04 — 13.04 | 28.04 — 04.05 |
| ------ | --------------------------------------- | ------------- | ------------- | ------------- | ------------- |
|        | Чешская социал-демократическая партия   | 30,8 %        | 30,0 %        | 29,0 %        | 29,9 %        |
|        | Гражданская демократическая партия      | 18,9 %        | 22,5 %        | 20,1 %        | 22,3 %        |
|        | Коммунистическая партия Чехии и Моравии | 12,9 %        | 13,0 %        | 13,0 %        | 12,9 %        |
|        | ТОП 09                                  | 15,1 %        | 11,5 %        | 13,4 %        | 10,1 %        |
|        | «Общественные дела»                     | 8,0 %         | 9,0 %         | 8,5 %         | 9,8 %         |
|        | Партия прав граждан ЗЕМАНОВЦЫ           | 3,9 %         | 3,0 %         | 5,2 %         | 5,5 %         |
|        | ХДС — ЧНП                               | 5,9 %         | 4,0 %         | 5,6 %         | 4,7 %         |
|        | Партия зелёных                          | 3,2 %         | 4,0 %         | 3,6 %         | 2,8 %         |

### Молодёжные выборы
Незадолго до выборов по инициативе одной неправительственной организации были проведены выборы среди молодёжи в возрасте 15-19 лет. Целью проекта было приобщение будущих и впервые голосующих избирателей к демократическим выборам. Результаты, однако, вызвали дискуссии в обществе. Большинство мест в квазипарламенте по результатам голосования в рамках проекта получили правоцентристские партии — ТОП 09, «Общественные дела», ГДП. Фаворит настоящих выборов, Чешская социал-демократическая партия, получила на молодёжных выборах менее 5 % голосов. Также в квазипарламент по итогам голосования прошли Пиратская партия Чехии и ультраправая Рабочая партия социальной справедливости, аффилированная с запрещённой неонацистской Рабочей партией.

## Выборы

Результаты выборов

Явка на выборах по районам Чехии (Прага-запад 71,69 %, Соколов 50,89 %)

| Партия | Партия                                   | Голосов   | %       | Мест | Δ с 2006 |
| ------ | ---------------------------------------- | --------- | ------- | ---- | -------- |
|        | Чешская социал-демократическая партия    | 1 155 267 | 22,08 % | 56   | ▼ 18     |
|        | Гражданская демократическая партия       | 1 057 792 | 20,22 % | 53   | ▼ 28     |
|        | ТОП 09                                   | 873 833   | 16,7 %  | 41   | Впервые  |
|        | Коммунистическая партия Чехии и Моравии  | 589 765   | 11,27 % | 26   | ▬        |
|        | «Общественные дела»                      | 569 127   | 10,88 % | 24   | ▲ 24     |
|        | ХДС — ЧНП                                | 229 717   | 4,39 %  | 0    | ▼ 13     |
|        | Партия прав граждан ЗЕМАНОВЦЫ            | 226 527   | 4,33 %  | 0    | Впервые  |
|        | СУВЕРЕНИТЕТ — Блок Яны Бобошиковой       | 192 145   | 3,67 %  | 0    | ▬        |
|        | Партия зелёных                           | 127 831   | 2,44 %  | 0    | ▼ 6      |
|        | Рабочая партия социальной справедливости | 59 888    | 1,14 %  | 0    | ▬        |
|        | Пиратская партия                         | 42 323    | 0,8 %   | 0    | ▬        |

## Последствия выборов
4 июня 2010 года президент Вацлав Клаус доверил Петру Нечасу сформировать правительство с участием трёх партий — ГДП, ТОП 09 и «Общественные дела».

## Интересные факты
- Один из чешских пивоваров пообещал передать по 50-литровому бочонку пива каждому классу техникумов и училищ, большинство учащихся в которых даст письменное обещание прийти на выборы. Это было сделано в целях увеличения традиционно низкой явки на выборах среди молодёжи[10];
- Оппоненты ЧСДП в ответ на широкую раздачу обещаний социал-демократами разместили плакаты, в которых от имени лидера социал-демократов Иржи Пароубека приводятся обещания вернуть Элвиса Пресли и «упразднить утреннее похмелье»[11];
- Небольшая партия бывшего диссидента Петра Цибульки «Правый блок» 16 февраля 2010 года была переименована, и теперь носит следующее полное название:

Volte Pravý Blok — stranu za snadnou a rychlou ODVOLATELNOST politiků a státních úředníků PŘÍMO OBČANY, za NÍZKÉ daně, VYROVNANÝ rozpočet, MINIMALIZACI byrokracie, SPRAVEDLIVOU a NEZKORUMPOVANOU policii a justici, REFERENDA a PŘÍMOU demokracii WWW.CIBULKA.NET, kandidující s nejlepším protikriminálním programem PŘÍMÉ demokracie a hlubokého národního, duchovního a mravního obrození VY NEVĚŘÍTE POLITIKŮM A JEJICH NOVINÁŘŮM? NO KONEČNĚ! VĚŘME SAMI SOBĚ!!! — ale i s mnoha dalšími DŮVODY, proč bychom měli jít tentokrát VŠICHNI K VOLBÁM, ale — pokud nechceme být ZNOVU obelháni, podvedeni a okradeni — NEVOLIT ŽÁDNOU PARLAMENTNÍ TUNEL — STRANU vládnoucí (post) komunistické RUSKO — ČESKÉ totalitní FÍZLOKRACIE a jejich likvidační protinárodní politiku ČÍM HŮŘE, TÍM LÉPE!!! — jenž žádá o volební podporu VŠECHNY ČESKÉ OBČANY a daňové poplatníky, kteří chtějí změnit dnešní kriminální poměry, jejichž jsme všichni obětí, v jejich pravý opak! V BOJI MEZI DOBREM A ZLEM, PRAVDOU A LŽÍ, NELZE BÝT NEUTRÁLNÍ A PŘESTO ZŮSTAT SLUŠNÝ!!! Proto děkujeme za Vaši podporu!!! Nevěříte-li na pokoru u popravčí káry, zdá-li se vám naše kandidátka málo dokonalá nebo postrádáte-li na ní zástupce své obce nebo města a přitom MÁTE ODVAHU v této válce Lidí Dobra s vládnoucími Lidmi Zla povstat z jimi naordinovaného občanského bezvědomí, kterým nás ničí a dnešní DEMOKRATURU, SKRYTOU TOTALITU a OTROKÁŘSTVÍ VYŠŠÍHO ŘÁDU zásadním způsobem změnit, KANDIDUJTE ZA NÁS!!! Kontakt: Volte Pravý Blok www.cibulka.net, PO BOX 229, 111 21 Praha. — подробнее в Википедии на чешском языке